# ماريان ماير
ماريان ماير (بالألمانية: Marianne Mair)‏ (و. 1989  م) هي متزحلقة ألمانية، ولدت في باد تولتس.

## روابط خارجية
- ماريان ماير على موقع الاتحاد الدولي للتزلج (التزلج على المنحدرات الثلجية) (الإنجليزية)